# Фортеця Траузніц

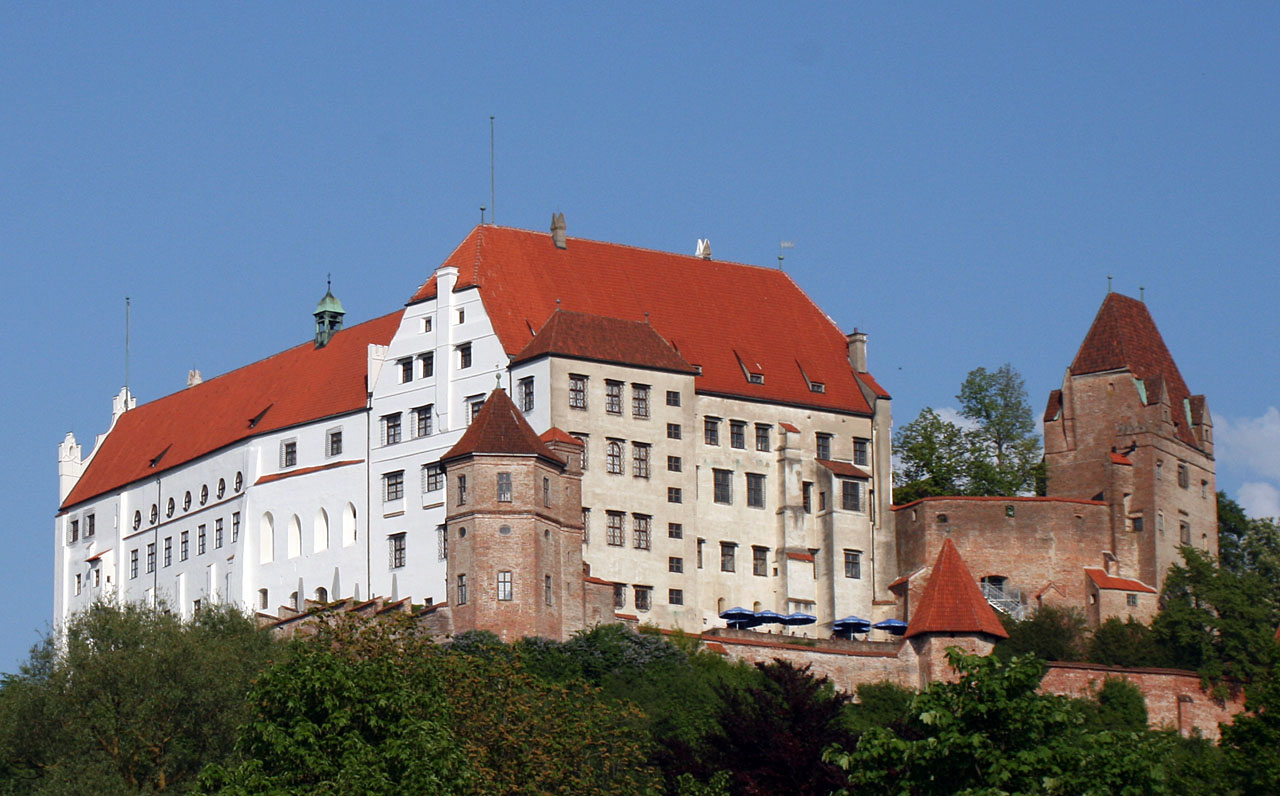
Бург Траузніц

Фортеця Траузніц (нім. Burg Trausnitz) — старовинний замок у місті Ландсгут, Німеччина, що раніше виконував оборонні функції. Розташований на мальовничому зеленому пагорбі і є одним із найстаріших замків Віттельсбахів, що збереглись до сьогодення.

## Історія
Перший герцог Виттельсбахів Оттон I та його син Людвіґ I змогли значно розширити свої спадкові володіння в Нижній Баварії. Для оборони нових територій на північний схід від Мюнхена, біля річки Ізар, на високому пагорбі 1204 року було зведено замок Ландсгут (у перекладі з німецької — «захисник землі»).
Під захист фортеці потягнулись місцеві жителі, й біля підніжжя пагорбу швидко утворилось місто. Його стали називати так само, як замок, у якого з часом з'явилось нове ім'я — Бурґ Траусніц.
До початку XVI століття Ландсхут був резиденцією одного з дворів династії Віттельсбахів у Нижній Баварії. Решта три розташовувались в Інгольштадті, Мюнхені й Штраубингу.
У Траусніці Людвіґ IV Баварський тримав в ув'язненні Фрідріха Красивого, герцога Австрійського, сина німецького короля Альбрехта I, убитого 1308 року своїм племінником Йоганном Швабським.
1475 року Георг Багатий, син баварського герцога Людвіга Багатого Віттельсбаха, обвінчався тут із польською принцесою Ядвіґою.
Помітний слід у Траузніцу лишив герцог Вільгельм V Благочестивий, що був правителем цих місць із 1545 року до переїзду у Мюнхен 1579 року. Натхненний парковими ландшафтами Італії, він заклав чудовий сад, що спускався від замку схилом пагорбу до річки Ізар. У цьому саду росли екзотичні рослини, водились невидані тварини, наприклад, леви. Стіни замку прикрашали коштовні картини. Вільгельм V виявився таким пристрасним колекціонером, що витратив на картини майже весь свій спадок. Придворне життя тут йшло від свята до свята, влаштовувались лицарські турніри, виїзди на полювання, сюди приїжджали найкращі баварські артисти й музиканти. На північному розі стін фортеці збудували спеціальну лоджію, де можна було, слухаючи музику, оглядати ландшафти.

## Інтер'єр

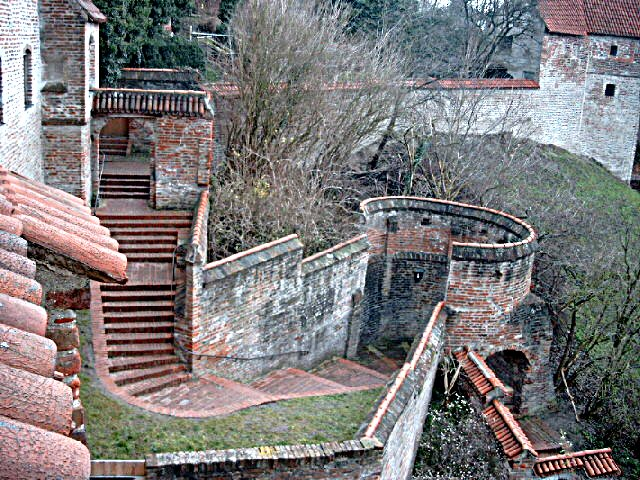
Внутрішній двір

До найцікавіших споруд замку відносять гвинтові Сходи блазнів у західному крилі замку. Стіну навколо сходів прикрашають зображення типових персонажів італійської комедії дель арте: Панталоне, Філумени, Арлекіна та інших. Колись ці маски смішили герцога та його придворних. На жаль, до наших днів збереглись не всі фрески. Але й сьогодні цей настінний розпис у своєму жанрі є найбільшим у світі.

## Порядок відвідання
- Квітень — вересень: 9.00-18.00
- Жовтень — березень: 10.00-16.00
- Тур із гідом триває 45 хвилин
- Вартість вхідного квитка: 4 євро.